# Spilomicrus thomsoni
Spilomicrus thomsoni är en stekelart som beskrevs av Jean-Jacques Kieffer 1911. Spilomicrus thomsoni ingår i släktet Spilomicrus, och familjen hyllhornsteklar. Arten är reproducerande i Sverige.